# SES-22
SES-22 ist ein kommerzieller Kommunikationssatellit des Satellitenbetreibers SES S.A. mit Sitz in Luxemburg.

## Technische Daten
Im August 2020 kündigte der Raumfahrtkonzern Thales Alenia Space an, dass er zwei neue geostationäre Kommunikationssatelliten für die SES-Flotte des Satellitenbetreibers SES S.A. bauen würde. Thales Alenia Space baute SES-22 und seinen Schwestersatelliten SES-23 auf Basis ihres Spacebus-4000-Satellitenbusses. SES-22 ist der elfte Satellit der Spacebus-4000-Serie. Seine C-Band-Transponder-Nutzlast ermöglicht dem Satellitenbetreiber, einen Teil des C-Band-Spektrums freizugeben. Der freigegebene Teil wird durch Mobilfunkbetreiber in den Vereinigten Staaten für 5G-Dienste genutzt.
Der Satellit ist für eine Betriebsdauer von mindestens 15 Jahren ausgelegt und wird durch zwei Solarmodule und Batterien mit Strom versorgt. Des Weiteren ist er dreiachsenstabilisiert und wiegt ca. 3,5 Tonnen.

## Missionsverlauf
Der Start des Satelliten erfolgte am 29. Juni 2022 auf einer Falcon-9-Trägerrakete von der Cape Canaveral Space Force Station in einen geostationären Transferorbit. Wenige Monate später erreichte er seine geostationäre Position bei 135° West und wurde in Betrieb genommen.